# Lao League 2
Die Lao League 2 (laotisch: ລາວ ລີກ 2) ist seit 2020 die zweithöchste Spielklasse im Männerfußball der Fédération Lao de Football, dem nationalen Fußballverband von Laos.

## Meisterhistorie
| Jahr | Meister                                      | 2. Platz                                     |
| ---- | -------------------------------------------- | -------------------------------------------- |
| 2020 | Lao Army FC                                  | STT FC                                       |
| 2021 | Keine Austragung wegen der COVID-19-Pandemie | Keine Austragung wegen der COVID-19-Pandemie |
| 2022 |                                              |                                              |

## Vereine der Saison 2022
| Teilnehmer |
| - Ai-Sport FC - HBT 941 FC - Khean Lao United FC - KPS FC - Ministry of Health FC - Muanghat United FC - SEC United - STT FC - Trinity FC - Vientiane FT |